# St. Elisabethhaus (Magdeburg)

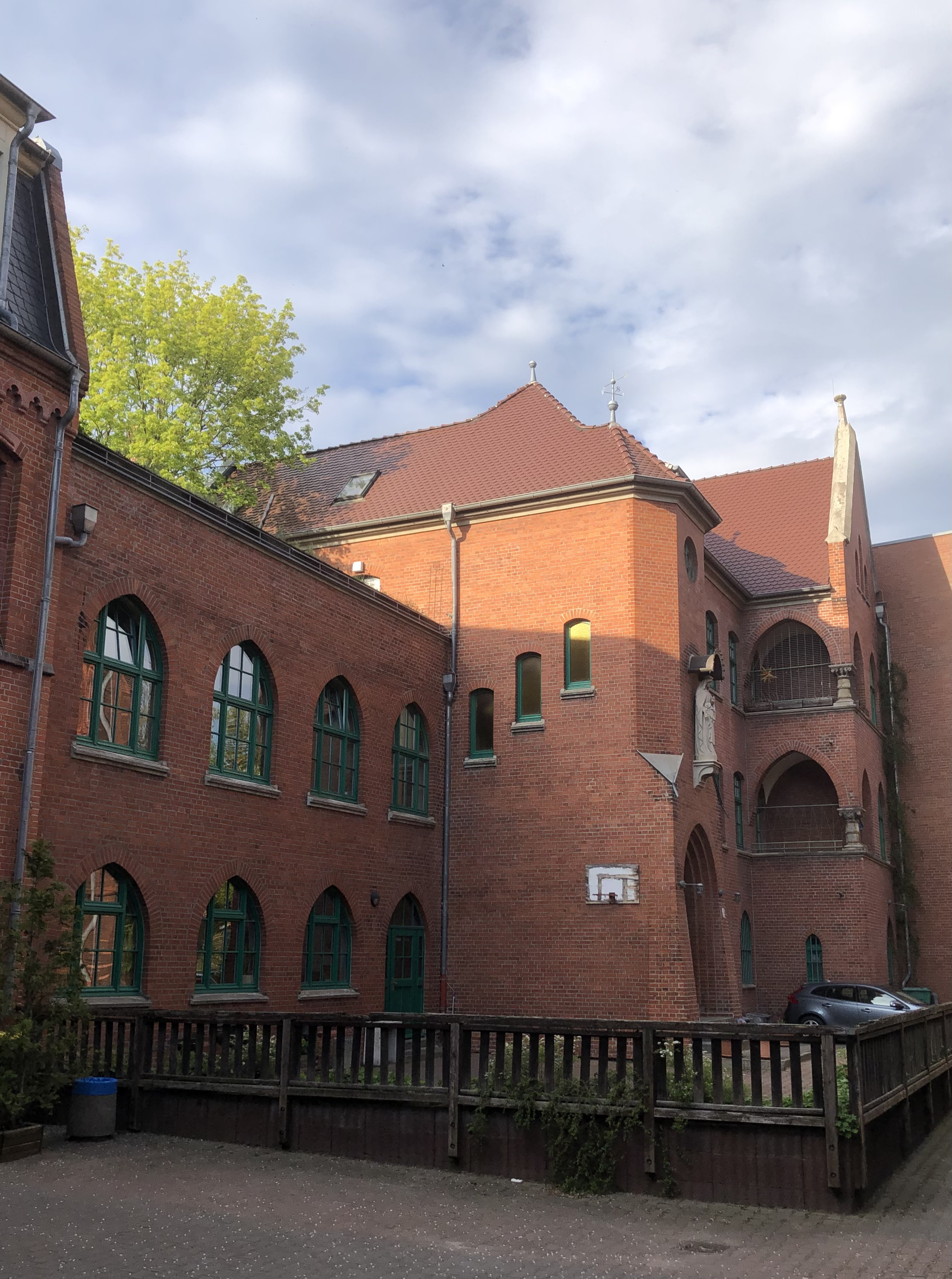
St. Elisabethhaus (2022)

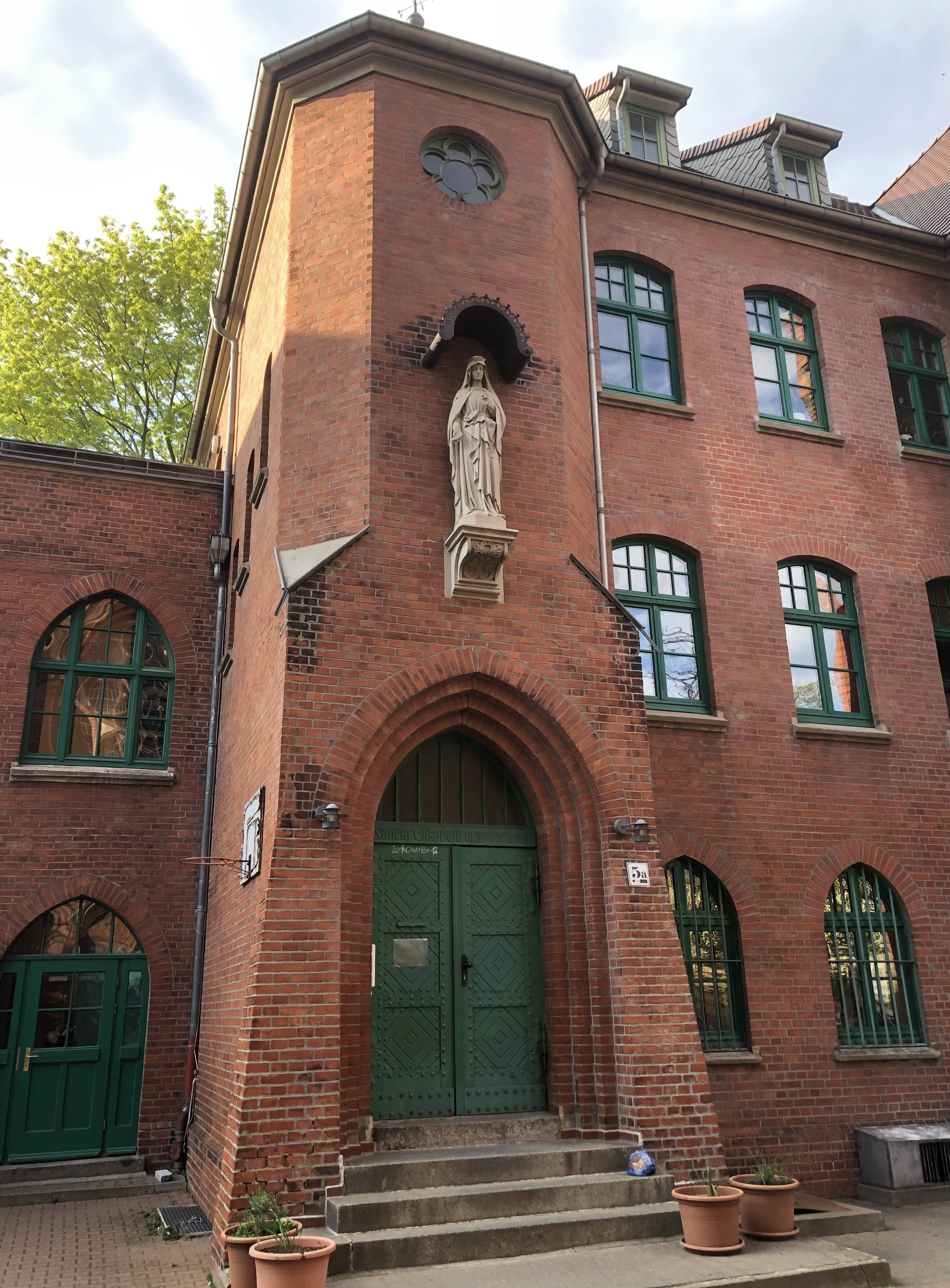
Eingangsbereich mit Statue der Heiligen Elisabeth

Das St. Elisabethhaus ist ein denkmalgeschütztes Gemeindehaus im Magdeburger Stadtteil Buckau in Sachsen-Anhalt.

## Lage
Das Haus befindet sich an der Adresse Karl-Schmidt-Straße 5a, b nördlich der katholischen Kirche St. Norbert. Unmittelbar westlich grenzt das gleichfalls denkmalgeschützte Haus Karl-Schmidt-Straße 5c an.

## Architektur und Geschichte
Das dreigeschossige Ziegelgebäude wurde im Stil der Neogotik errichtet. Die Initiative zum Bau ging vom Pfarrer Johannes Werner aus. 1908 wurde auf dem Grundstück Feldstraße 5a (später in Karl-Schmidt-Straße umbenannt) mit dem Bau begonnen, der am 9. September 1909 eingeweiht wurde. Das Haus diente als Niederlassung der Grauen Schwestern, die es am 22. September 1909 bezogen. Der Eingang befindet sich in einem etwas hervortretenden Treppenturm. Oberhalb des Eingangsportals steht eine Statue der Heiligen Elisabeth. Auf der rechten Seite besteht ein weit vorragender Seitenrisalit, der in den oberen Geschossen durch offene Loggien geprägt ist. Im Haus waren Räume für einen Kindergarten und Unterricht sowie Wohnräume für die Schwestern untergebracht. 
Am 30. September 1921 löste das Mutterhaus der Schwestern in Breslau die Niederlassung in Magdeburg auf, und am 7. Mai 1925 übernahmen Ordensschwestern der Kongregation der Franziskanerinnen von Salzkotten das Haus.
Im örtlichen Denkmalverzeichnis ist das Gemeindehaus unter der Erfassungsnummer 094 71194 als Baudenkmal verzeichnet.
Das Gemeindehaus gilt als Teil des Ensembles um St. Norbert als städtebaulich bedeutsam.